# Arsenije Sremac
Arsenije Sremac (Арсеније Сремац) bio je srpski svećenik, učenik svetog Save i drugi poglavar Srpske pravoslavne crkve.
Rođen u Dabru, blizu Slankamena, Arsenije posta monah i sljedbenik svetog Save. Tijekom ugarske invazije, Sava je poslao Arsenija na jug Srbije kako bi Arsenije mogao osnovati novo sjedište Crkve. Nakon Savine abdikacije, Arsenije je postao arhiepiskop te je okrunio Stefana Uroša I., a Urošu i Jeleni Anžujskoj pomagao je tijekom gradnje manastira.
Arsenija je naslijedio Sava II. te je Arsenije umro 28. listopada 1266. godine.
Arsenijev je spomendan 10. studenoga.